# Сенді Аллен
Сенді Аллен (англ. Sandy Allen, при народженні: Сандра Елейн Аллен англ. Sandra Elaine Allen; нар. 18 червня 1955, Чикаго, Іллінойс, США — пом. 13 серпня 2008, Шелбівілл, Індіана, США) — американка, яка була визнана Книгою рекордів Гіннеса найвищою жінкою у світу в 1976—2008 роках, її ріст становив 2 м 31.7 см.

## Життєпис
Сенді Аллен народилася 18 червня 1955 року в Чикаго, штат Іллінойс. До 10-ти років її зріст сягав 1 м 90 см, а до 16 років — 2 м 16 см.
У 1976 році Сенді Аллен була визнана Книгою рекордів Гіннеса найвищою жінкою у світу. Цього ж року вона опублікувала мемуари «Відкидаючи гігантську тінь» (англ. Cast А Giant Shadow). Через вій зріст Сенді відчувала себе самотньою, тому написала лист комітету Книги гекордів Гіннеса, щоб ті посприяли урізноманітнити її самотнє життя. Про неї написали в Книзі Рекордів Гіннеса, і її почали запрошувати на свої шоу найзнаменитіші телеведучі: від Опри Вінфрі до Говарда Стерна.
Щоб зупинити зростання, в 1977 році Сенді звертається в одну з клінік за допомогою, їй видалили пухлину, ріст припинився.
У 1975 році Федеріко Фелліні зробив їй пропозицію знятися в його фільмі «Казанова».
Проте наслідки гігантизму, захворювання на яке хворіла Сенді, призвели до порушення функції гіпофізу, атрофовання м'язів ніг, порушення циркуляція крові та загальне нездужання. Вона пересувалася на кріслі-каталці. Останні роки життя провела у Будинкудля людей похилого віку в місті Шелбівілл, штат Індіана, де також мешкала 115-річна Една Паркер, визнана Книгою Гіннеса найстарішою жінкою у світі.
Померла 13 серпня 2008 рокув у будинку для людей похилого віку в місті Шелбівілл, штат Індіана.

## Фільмографія
| Рік  |    | Українська назва          | Оригінальна назва               | Роль      |
| ---- | -- | ------------------------- | ------------------------------- | --------- |
| 1981 | тф | Сайдшоу                   | Side Show                       | Ґоліата   |
| 1976 | ф  | Казанова Федеріко Фелліні | Il Casanova di Federico Fellini | Анджеліна |